# Adam (miasto biblijne)
Adam (hebr עריכת אדם) – według biblijnej Księgi Jozuego 3:16 – miasto leżące nieopodal Sartan, wymienione w opisie przejścia Izraelitów przez Jordan w drodze do Ziemi Obiecanej. Biblia podaje, że wtedy wody rzeki zatrzymały się koło Adamu.

## Lokalizacja
Utożsamiane bywa z Tall ad-Damija (Tel Damija; Damia) w Jordanii przy granicy z Izraelem (Zachodni Brzeg), leżącym po wschodniej stronie rzeki Jordan, niedaleko od miejsca, gdzie do Jordanu wpada Nahr az-Zarka, na północny wschód od Jerycha, ok. 20 mil (32 km) na północ od Morza Martwego. Z taką identyfikacją wiąże się fakt, że znajdujący się w pobliżu most Damija, nazywany jest również Most Adam.